# Rafaela Silva

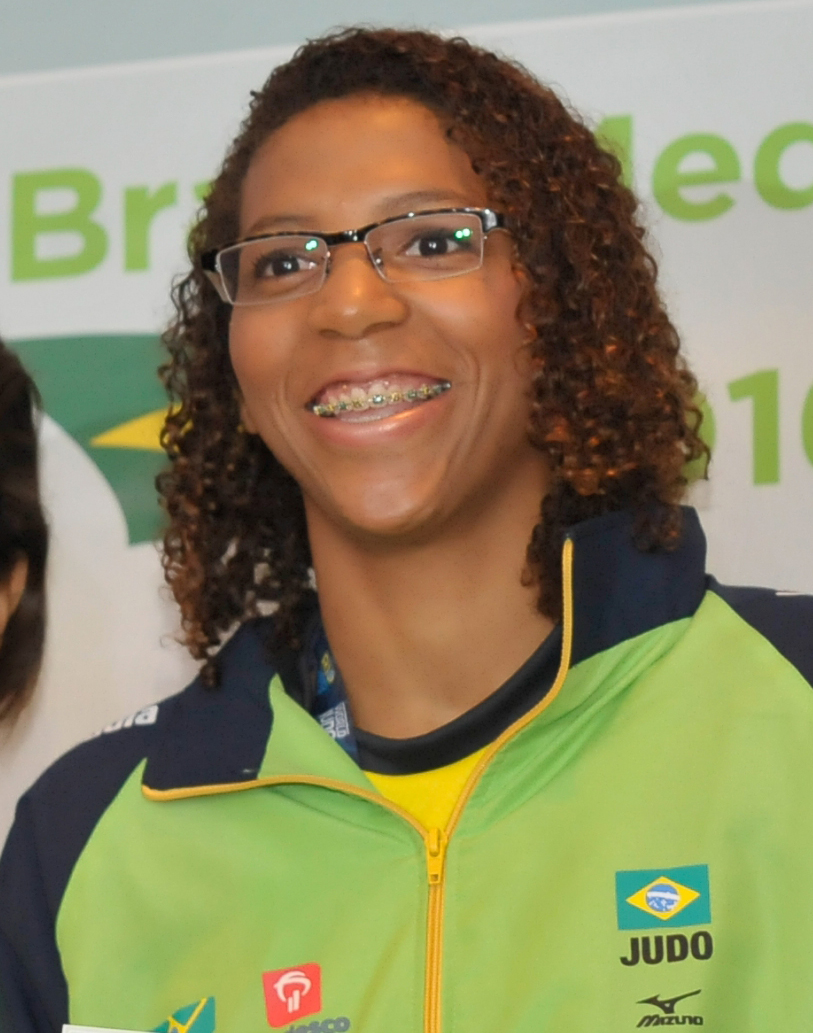
Rafaela Silva (2016)

Rafaela Lopes Silva (geboren 24. April 1992 in Rio de Janeiro) ist eine brasilianische Judoka und Olympiasiegerin 2016 im Leichtgewicht, der Klasse bis 57 Kilogramm.

## Sportliche Karriere
Rafaela Silva gewann den Titel bei den Junioren-Weltmeisterschaften 2008. Im Jahr darauf belegte sie den zweiten Platz bei den Südamerikameisterschaften. Bei den Judo-Weltmeisterschaften 2009 erreichte sie den fünften Platz. 2011 erhielt sie die Bronzemedaille bei den Panamerikanischen Meisterschaften. Vier Monate später gewann sie die Silbermedaille bei den Judo-Weltmeisterschaften 2011, nachdem sie im Finale gegen die Japanerin Aiko Satō verloren hatte. Im Oktober 2011 unterlag sie im Finale der Panamerikanischen Spiele gegen Yurisleidy Lupetey aus Kuba. 2012 siegte Silva bei den Panamerikanischen Meisterschaften. Bei den Olympischen Spielen 2012 schied sie im Achtelfinale gegen die Ungarin Hedvig Karakas aus.
2013 siegte Silva im April bei den Panamerikanischen Meisterschaften. Im August 2013 gewann die 1,69 m große Judoka bei den Weltmeisterschaften in ihrer Heimatstadt Rio de Janeiro den Titel, im Teamwettbewerb gewann Brasilien die Silbermedaille. 2014 erhielt sie die Silbermedaille bei den Panamerikanischen Meisterschaften. 2015 gewann sie Silber bei den Panamerikanischen Meisterschaften und Bronze bei den Panamerikanischen Spielen. Ihren größten Erfolg erkämpfte sie bei den Olympischen Spielen 2016 in ihrer Heimatstadt, als sie die Goldmedaille durch einen Finalsieg über die Mongolin Dordschsürengiin Sumjaa gewann.
2018 gewann Silva den Titel bei den Militärweltmeisterschaften. Im April 2019 belegte sie den zweiten Platz bei den Panamerikanischen Meisterschaften in Lima. Dreieinhalb Monate später fanden ebenfalls in Lima die Panamerikanischen Spiele statt und Rafaela Silva gewann das Finale gegen Ana Rosa aus der Dominikanischen Republik. Zweieinhalb Wochen später unterlag sie im Halbfinale der Weltmeisterschaften in Tokio der Japanerin Tsukasa Yoshida, gewann aber Bronze durch einen Sieg über die Französin Sarah Léonie Cysique.
Im September 2019 wurde bekannt, dass sie bei den Panamerikanischen Spielen im August einen positiven Dopingtest abgegeben hatte. Die Goldmedaille wurde ihr wegen der Einnahme des verbotenen Asthmamittels Fenoterol wieder aberkannt. Daraufhin wurde sie im Januar 2020 rückwirkend für zwei Jahre bis zum 24. Oktober 2021 gesperrt. Silvas Einspruch wurde vom Internationalen Sportgerichtshof CAS abgewiesen. 2022 siegte sie bei den Weltmeisterschaften in Taschkent, wobei sie im Viertelfinale die Ukrainerin Daria Bilodid, im Halbfinale die Israelin Timna Nelson Levy und im Finale die Japanerin Haruka Funakubo bezwang. 2023 siegte Silva bei den Panamerikanischen Spielen in Santiago. 2024 gewann sie die Panamerika-Ozeanien-Meisterschaften. Bei den Olympischen Spielen 2024 belegte sie den fünften Platz im Einzelwettbewerb. Mit der Mannschaft gewann sie die Bronzemedaille.

## Hintergrund
Silva wuchs in der Favela Cidade de Deus auf. Ihr sportlicher Erfolg trotz der sozialen Herkunft fand große Beachtung und machte sie zu einem sportlichen Idol und Aushängeschild des brasilianischen Sports.
Silva ist mit ihrer Pressesprecherin Thamara Cezar liiert.